# Hrabstwo Kidder

Piramida wieku hrabstwa

Hrabstwo Kidder (ang. Kidder County) – hrabstwo w stanie Dakota Północna w Stanach Zjednoczonych. Hrabstwo zajmuje powierzchnię 3 712,00 km². Według szacunków United States Census Bureau w roku 2006 miało 2453 mieszkańców. Siedzibą hrabstwa jest Steele.

## Geografia
Hrabstwo Kidder zajmuje powierzchnię całkowitą 3 712,00 km², z czego 3 498,53 km² to powierzchnia lądowa, a 213,47 km² (5,8%) to powierzchnia wodna.

### Miejscowości
- Dawson
- Steele
- Tappen
- Tuttle
- Pettibone
- Robinson